# Lagos International 2015
Die Lagos International 2015 im Badminton fanden vom 15. bis zum 18. Juli 2015 in Lagos statt.

## Sieger und Platzierte
| Disziplin    | Gold                            | Silber                        | Bronze                          |
| ------------ | ------------------------------- | ----------------------------- | ------------------------------- |
| Herreneinzel | B. Sai Praneeth                 | Adrian Dziółko                | Milan Ludík                     |
| Herreneinzel | B. Sai Praneeth                 | Adrian Dziółko                | Luka Wraber                     |
| Dameneinzel  | Kristína Gavnholt               | Özge Bayrak                   | Chloe Magee                     |
| Dameneinzel  | Kristína Gavnholt               | Özge Bayrak                   | Ksenia Polikarpova              |
| Herrendoppel | Manu Attri B. Sumeeth Reddy     | Adam Cwalina Przemysław Wacha | K. Dilshad Tarun Kona           |
| Herrendoppel | Manu Attri B. Sumeeth Reddy     | Adam Cwalina Przemysław Wacha | Joshua Magee Sam Magee          |
| Damendoppel  | Pradnya Gadre Siki Reddy        | Özge Bayrak Neslihan Yiğit    | Nadine Ashraf Menna Eltanany    |
| Damendoppel  | Pradnya Gadre Siki Reddy        | Özge Bayrak Neslihan Yiğit    | Heather Olver Lauren Smith      |
| Mixed        | Robert Mateusiak Nadieżda Zięba | Tarun Kona Siki Reddy         | Abdelrahman Kashkal Hadia Hosny |
| Mixed        | Robert Mateusiak Nadieżda Zięba | Tarun Kona Siki Reddy         | Sam Magee Chloe Magee           |